# The Fixx
The Fixx je rocková a new wave skupina založená v roce 1979 v Londýně. Největšími hity kapely jsou písně „One Thing Leads to Another“, „Saved by Zero“, „Are We Ourselves?“, „Secret Separation“, „Red Skies“, „Stand Or Fall“, „Driven Out“ a „Deeper and Deeper“.

## Členové
Současní členové
- Cy Curnin – hlavní vokály (1979–současnost)
- Adam Woods – bicí, perkuse (1979–současnost)
- Rupert Greenall – klávesy, doprovodné vokály (1979–současnost)
- Jamie West-Oram – kytary, doprovodné vokály (1980–současnost)
- Dan K. Brown – baskytara, doprovodné vokály (1983–1994, 2008–současnost)

## Diskografie
- Shuttered Room (1982)
- Reach the Beach (1983)
- Phantoms (1984)
- Walkabout (1986)
- Calm Animals (1988)
- Ink (1991)
- Elemental (1998)
- 1011 Woodland (1999)
- Want That Life (2003)
- Beautiful Friction (2012)